# Kasteel van Kenilworth
Het kasteel van Kenilworth (Engels: Kenilworth Castle) is de ruïne van een burcht in Kenilworth in het graafschap Warwickshire. De eerste bouw dateert van rond 1120, waarna het nog eeuwenlang voortdurend zou worden ver- en herbouwd. Het kasteel was het decor van meerdere historisch memorabele gebeurtenissen en vormde de achtergrond voor Walter Scotts roman Kenilworth (1821).

## Het kasteel
Het kasteel van Kenilworth is vrijwel geheel gebouwd uit rode zandsteen uit de omgeving. De eerste gebouwen stammen uit de tijd van Willem de Veroveraar, rond 1120, toen er een donjon werd gebouwd. Rond 1170 liet Geoffrey de Clinton een mottekasteel bijbouwen, waarvan de houten heuvel nog steeds zichtbaar is. Onder koning Jan zonder Land werd het bouwwerk in de dertiende eeuw uitgebreid tot een enorm middeleeuwse burcht, met een grote kasteelmuur. Ook werd onder zijn bewind de "Great Mere" aangelegd: een groot kunstmatig meer dat tevens diende als verdedigingswerk. In de veertiende eeuw herbouwde Jan van Gent delen van de vesting tot een fraai gotisch woonpaleis, met een grote symmetrische tuin. In de zestiende eeuw voegde graaf Robert Dudley de twee zogenaamde Leicestertorens toe, opgetrokken in Tudorstijl, die dienstdeden als poortgebouw. In 1649, tijdens de Engelse Burgeroorlog, werden grote delen van het kasteel vernietigd door parlementstroepen, teneinde het onverdedigbaar te maken: grote delen van de muren werden gesloopt, het meer werd leeggepompt en het omliggende woud gekapt. Van 1660 zouden de restanten van het kasteel in bezit blijven van de familie Clarendon. Sinds 1984 is het eigendom van de English Heritage en dient het vooral als toeristische trekpleister.
Het kasteel grenst aan de Abbey Fields van Stoneleigh Abbey, eerder St. Mary's Abbey, een voormalige abdij, nu een landhuis met landgoed.

## Historische gebeurtenissen
Het kasteel van Kenilworth is bekend als decor voor meerdere historische gebeurtenissen.
In 1266 werd het kasteel zes maanden lang belegerd door regeringstroepen, toen de zoon van de kort daarvoor gesneuvelde anti-royalistische Simon V van Montfort er zijn hoofdkwartier had opgetrokken. Het beleg staat bekend als de langste belegering in de Engelse geschiedenis. Omdat binnen de kasteelmuren honger en ziektes uitbraken moesten de rebellen zich uiteindelijk overgeven.
In 1563 schonk Elizabeth I van Engeland, de maagdelijke koningin, het kasteel aan haar gunsteling Robert Dudley. Dudley zou de koningin meerdere malen op zijn kasteel ontvangen en organiseerde daarbij telkenmale memorabele concerten, bals en toneelvoorstellingen. Elizabeths laatste bezoek in 1575 zou de inspiratiebron geweest zijn voor William Shakespeares Midzomernachtsdroom en wordt beschreven in Walter Scotts roman Kenilworth. Elizabeth en haar entourage werden er drie weken lang op overdadige wijze onderhouden met vuurwerken, extravagante banketten en mythologische voorstellingen op het water.

## Galerij

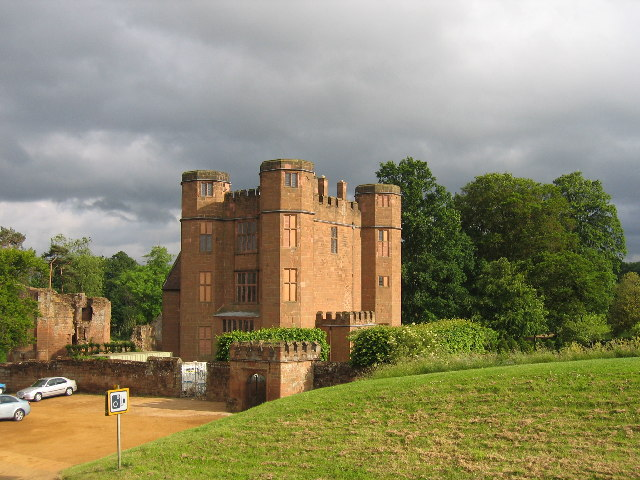
De Leicestertorens, poortgebouw
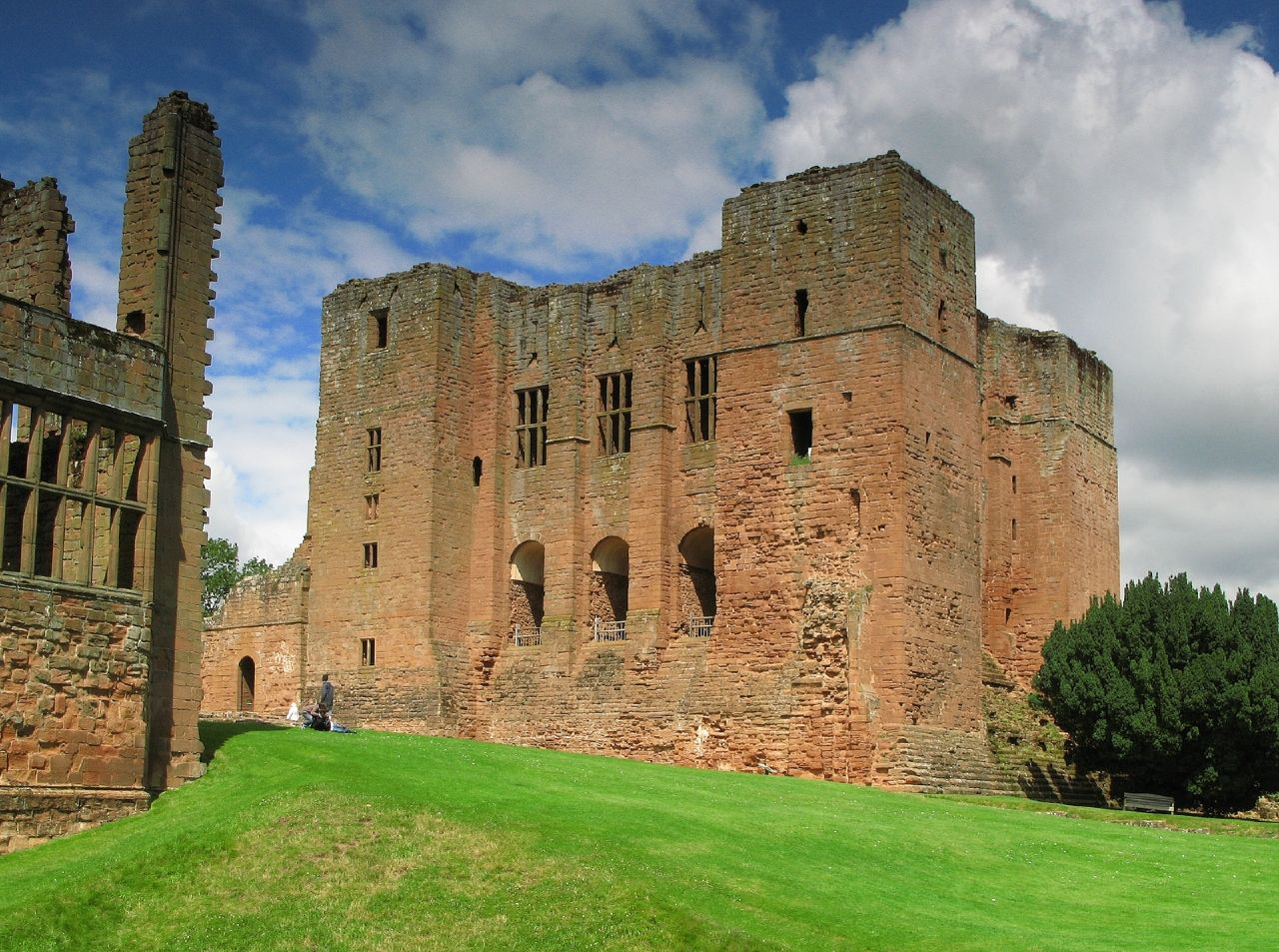
De grote toren, een van de oudste delen
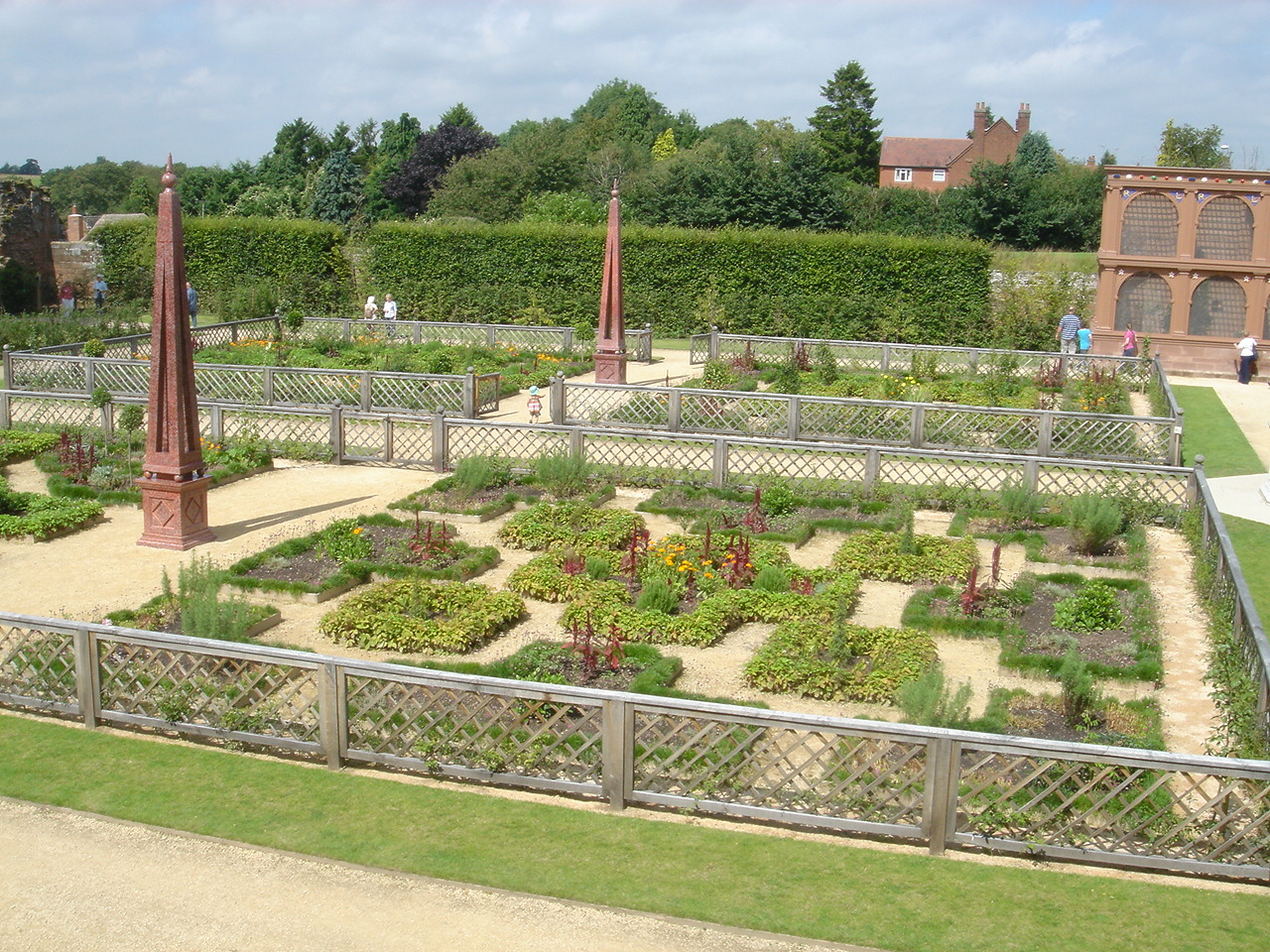
De opnieuw aangelegde tuinen
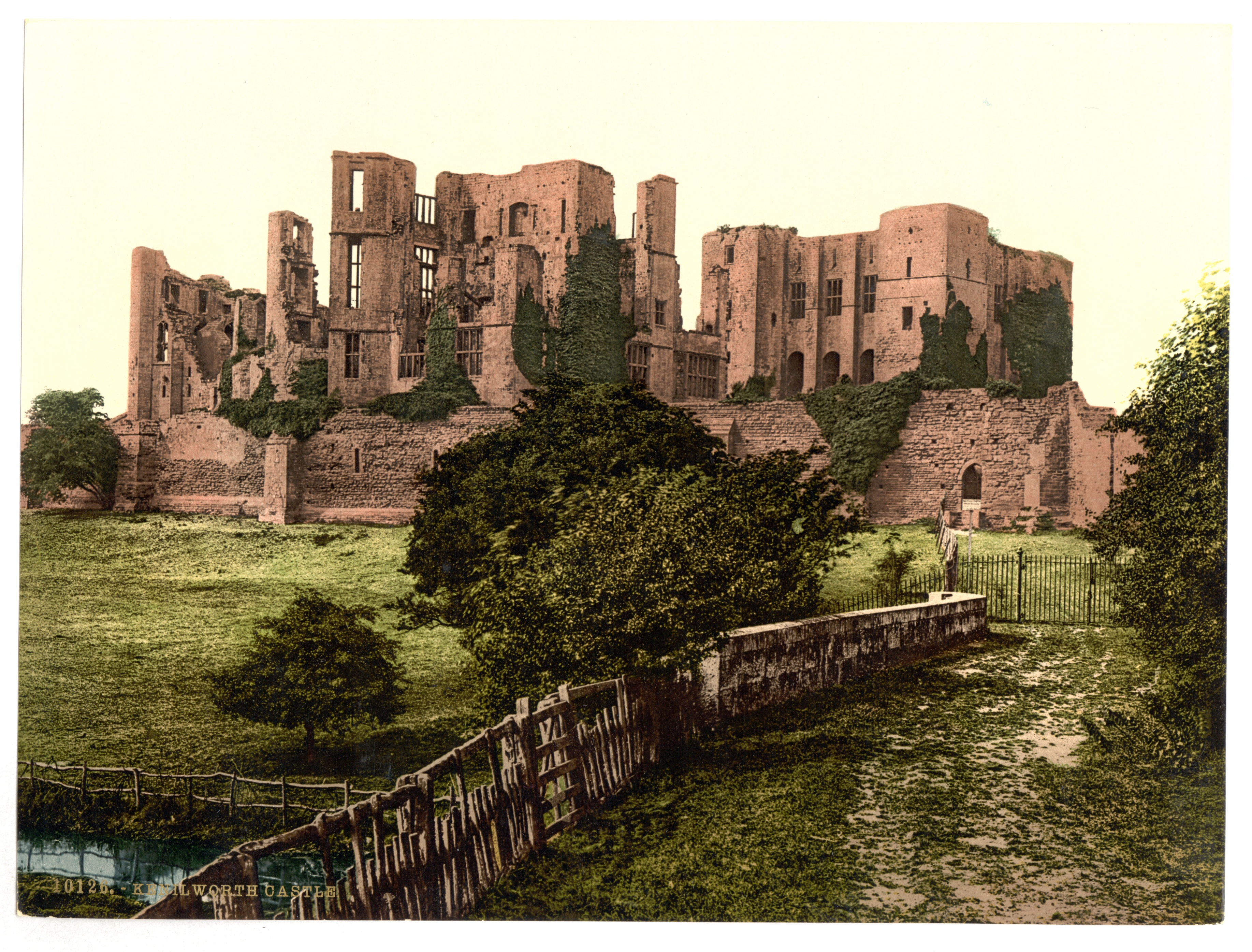
Situatie rond 1890
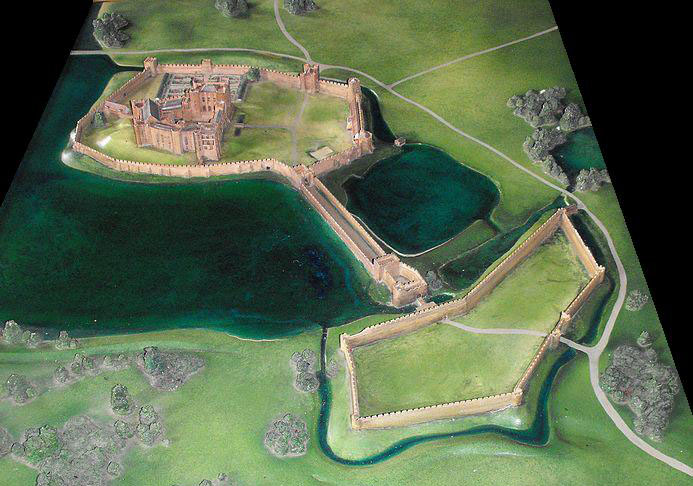
Reconstructie van de situatie in 1575